# South Bank
South Bank è un quartiere dei divertimenti e commerciale di Londra che si trova tra Waterloo Station e il Tamigi e che comprende alcuni importanti edifici e istituzioni culturali.

## Storia e luoghi notevoli
Nel 1951 ospitò il Festival of Britain che propose il nome per il lavoro di ricostruzione del sito urbano nel dopoguerra. L'antico nome della zona è infatti Lambeth Marsh e Lower Marsh. L'eredità del Festival of Britain è il Royal Festival Hall, ora parte del complesso architettonico del Southbank Centre. La zona è divisa tra i borghi di Lambeth e Southwark.
Nel 1967 vennero aperti il Queen Elizabeth Hall e la Purcell Room, nel 1968 il The Hayward e nel 1976 il National Theatre. Vicino vi sono i cinema National Film Theatre e BFI IMAX. Il King's College London ha un campo situato nel centro.

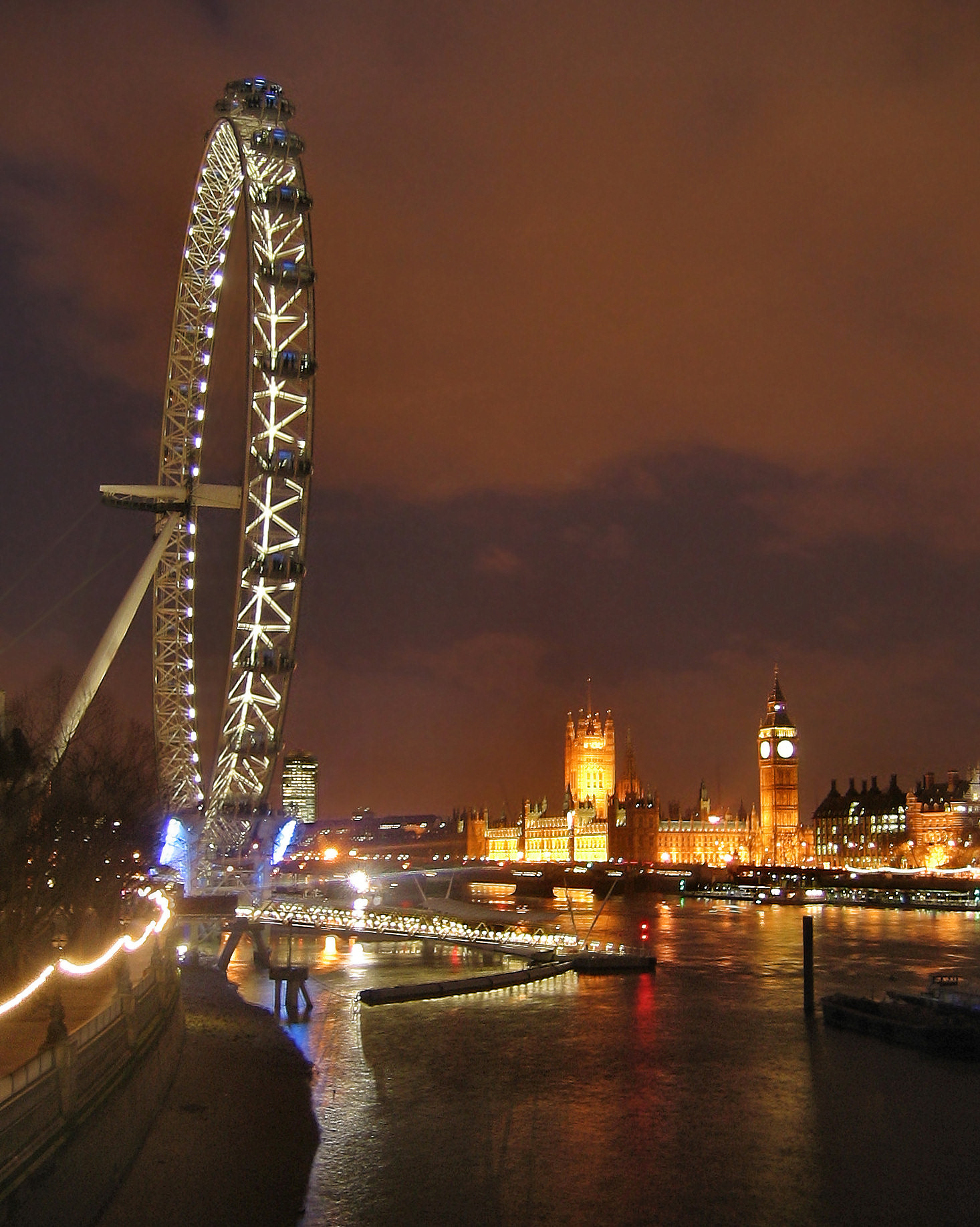
La London Eye

Adiacente al National Theatre vi è la caratteristica torre bianca sede della London Weekend Television (LWT) dove - tra le altre cose—è stato prodotto il più longevo programma di arte The South Bank Show. Dal 1993 Carlton Television e GMTV trasmettono dalla torre bianca che viene ora chiamata The London Television Centre.
Negli anni '70 e '80 la maggior parte della zona fu soggetta a veri piani di sviluppo commerciali che trovarono l'opposizione di diversi gruppi della comunità. Il rinnovamento della Oxo Tower, lo sviluppo di diversi alloggi e l'inserimento di spazi aperti incoraggiarono la rinascita del popolamento nella zona.
Ad ovest del RFH, oltre il viadotto della ferrovia che conduce all'Hungerford Bridge, vi è un pubblico spazio all'aperto, i Giardini Jubilee, che separano South Bank dalla vicina County Hall. Nella County Hall vi è una ruota panoramica, la London Eye, costruita nel 2000 per celebrare l'inizio del nuovo millennio.
Ad est di South Bank vi è invece la zona Bankside che prende il nome da una strada rialzata medievale costruita a causa del Tamigi. A Bankside vi è la galleria d'arte Tate Modern, la riproduzione del Globe Theatre di Shakespeare e, vicino al London Bridge, il Borough Market.
Oltre la Waterloo Station, a sud, si trova il resto della zona di Waterloo, inclusa la storica strada azionaria di Lower Marsh e The Cut, casa di Old Vic.